# Українці у Філадельфії

## Перші початки
Українці почали оселятися у Філадельфії з 1880-х років: спершу з Лемківщини, Закарпаття, а згодом і з інших західноукраїнських земель. Але довгий час вони не творили власного організованого життя. Першими почали творити релігійну громаду закарпатці, до яких приїжджав священник з Газельтона: вони створили 1891 року парафію святого Духа, яка існує й досі. У 1905 році емігранти з Галичини, невдоволені угорськими впливами в цій парафії, організували окрему парафію святого Михаїла. Після приїзду єпископа Сотера Ортинського 1907 року викуплено стару протестантську церкву — і в ній відкрито 1908 року кафедральний храм Непорочного Зачаття. Одночасно поставали з 1903 року відділи Українського (Руського) Народного Союзу, читальні «Просвіти» (1905) тощо.
Поступово почали приїжджати сюди українці з інших міст; також прибували нові емігранти. Українські поселенці працювали на паротягобудівних заводах, сталеварнях, цукрових рафінаріях, на залізниці, в порту, жінки — як домашня обслуга.
Завдяки організаційним зусиллям єпископа Ортинського швидко розбудовано центр українського релігійного й освітнього життя. У роках 1905 і 1909 відбулися у Філадельфії загальноамериканські просвітні з'їзди, після яких почали закладати читальні «Просвіти» та мережу шкіл українознавства. 1909 року створено Товариство Русько-Американських Горожан, яке придбало власний народний дім. У 1911 році створено під проводом Сестер Василіянок сиротинець, а зі старших хлопців сиротинця утворено 1917 року Малу Семінарію святого Павла. 1914 року сюди перенесено осідок нової католицької братської організації «Провидіння». З ініціативи єпископа Ортинського 1915 року створено «Руський Банк». Після остаточного поділу греко-католиків на дві юрисдикційні одиниці (галичан і закарпатців) 1924 року, Філадельфія стала осідком українського католицького екзархату (єпископ Костянтин Богачевський), що в 1958 році став Філадельфійським митрополитом.

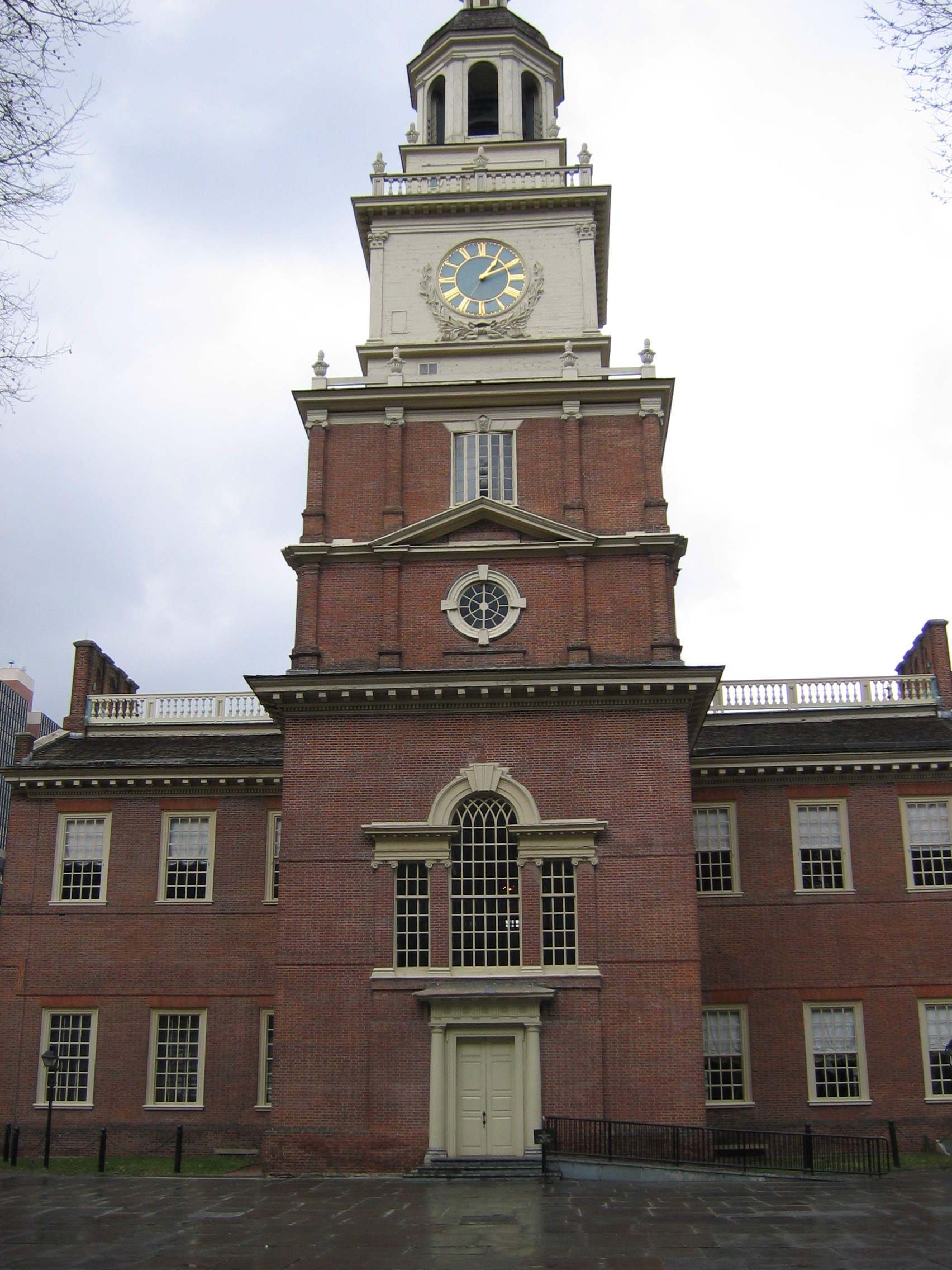
Зал незалежності у Філадельфії

## Українці у Філадельфії: міжвоєнний період
1925 року з Чикаго до Філадельфії перейшов православний архієпископ Іоан Теодорович, керуючи звідси парафіями Української Православної Церкви у США. За міжвоєнного часу українське суспільне й культурне життя Філадельфії зазнало значного розвитку: 26—27 жовтня 1922 року тут відбувся організаційний з'їзд Об'єднання українських організацій в Америці — і до 1930 року діяла його централя; 17—19 липня 1936 року Ліґа української католицької молоді відбула тут Українсько-американську олімпіаду і свій IV З'їзд.
Українці Філадельфії брали активну участь в акціях допомоги визвольній боротьбі України: у 1918 році відбувся «Український день» зі збіркою; у 1922 році — антибільшовицьке віче; у 1930 — протест проти польської пацифікації в Галичині (20 000 учасників походу). На 1936 рік стан організованого життя був такий: дві українські католицькі церкви, одна православна, одна греко-католицька закарпатська, шість народних домів, одна цілоденна парафіяльна школа й одна середня дівоча (обидві під проводом сестер-василіянок), шість вечірніх шкіл українознавства, чотири бібліотеки-читальні, три друкарні, кільканадцять жіночих, молодіжних, братських організацій, спортових клубів, хорів тощо. Виходила газета «Америка», спершу як тижневик, згодом (1918 — 1950) — тричі на тиждень; тижневик закарпатських емігрантів — «Русинъ» (1910—1911), православний журнал — «Дніпро» (1927—1950) і католицький місячник — «Місіонар» (з 1917). Тут з'являлася також русофільська газета «Правда».

## Українці у Філадельфії: післявоєнний період
У 1944 році у Філадельфії відбувся 2-й Конгрес українців Америки, який поклав основи для діяльності Українського Конгресового Комітету Америки (УККА): цей конгрес покликав до життя Злучений українсько-американський допомоговий комітет з осідком тут же. У 1948 році відбувся Світовий з'їзд українського жіноцтва, унаслідок якого створено Світову федерацію українських жіночих організацій (СФУЖО), яка у Філадельфії мала свій осідок.
Нова еміграція з таборів переміщених осіб у Західній Європі значно збільшила число українців (бл. 5 — 6 тисяч новоприбулих). Число українських греко-католицьких церков зросло у 1981 до десяти; були також три православні церкви, дві євангельсько-баптистські, дві громади п'ятидесятників. Постала низка нових організацій, серед них: суспільно-політичні, жіночі, ветеранські, професійні, молодечі (зокрема Пласт і СУМ), спортові (товариство «Тризуб» — кількаразовий чемпіон Американської футбольної ліги), культурно-освітні («Молода Просвіта» з 1953). Засновано три фінансові установи: Кредитова каса «Самопоміч», Українська щадничо-позичкова спілка та Щаднича каса «Тризуб». Більшість організацій об'єдналися у відділі УККА (довголітні голови: Б. Гнатюк, І. Скальчук, П. Стерчо). Деякі крайові централі утворили свої осідки у Філадельфії: Союз українок Америки (1943 — 1974), Об'єднання бувших вояків українців Америки (з 1949), Український музичний інститут в Америці (1952 — 1959, директор Р. Савицький), Українське патріархальне товариство (1970—1979), Українське релігійне товариство «Свята Софія» (з 1977). З установ у Філадельфії: дворічний Дівочий коледж «Менор» під керівництвом сестер-василіянок (заснований 1947), Українська мистецька студія (керівник Петро Мегик, заснована 1952), Східноєвропейський дослідний інститут ім. В. Липинського (з 1963 — директор Є. Зиблікевич), Філія Українського католицького університету в Римі (створена 1977 — директор Л. Рудницький). У 1980 році заходами корпорації Український освітньо-культурний центр (голова — О. Черник) придбано репрезентативний будинок, у якому мають приміщення Школа українознавства Товариства опіки над українською молоддю «Рідна Школа» у Пенсільванії, Пласт та ряд інших установ і товариств. У Філадельфії діють три суботні школи українознавства, а в 1982 році до Філадельфії переніс свій осідок екзильний уряд УНР з офіціозом «Мета».
У роках 1949—1957 тут діяв Український театр під керівництвом В. Блавацького, у кінці 1950-х — на початку 1960-х років. «Театр у п'ятницю» (керівник В. Шашаровський). З 1953 року працював хор «Кобзар» (диригент Антін Рудницький), а з 1970-х років хор «Прометей» (диригент М. Длябога); є українське радіопересилання.
Після 1945 року виходили у Філадельфії пресові органи: «Америка» (з 1950 року як щоденник), «Місіонар», літературний журнал «Київ» (1950 — 1964), квартальник «Українська Книга» (з 1971), жіночий місячник «Наше Життя» (1944 — 1974), католицький тижневик «Шлях — The Way» (з 1940), «Нотатки з Мистецтва» (неперіодичне видання, ред. Петро Мегик і П. Андрусів). Заіснували також книжкові видавництва: «Провидіння» сестер-василіянок, Східноєвропейського Дослідного Інституту, «Київ», та інші.
Розміщення філадельфійських українців суттєво змінилося: спостерігалася тенденція переселення до кращих дільниць та передмість. У давніх осередках і біля старих церков залишилися невеликі скупчення, як-от: у дільниці Франкліна, крім новозбудованої у неовізантійському стилі катедри (архітектор Ю. Ястремський) — релігійно-громадські установи і дім для літніх осіб «Вознесіння». Подібно змінилися праця, професійна структура і життєвий рівень українських мешканців: серед них є кількасот професіоналістів, чимало зайняті в торгівлі й адміністрації, є і фахові робітники. Значне число українців заклало власні торгівельні та промислові підприємства.

## Підтримка Євромайдану

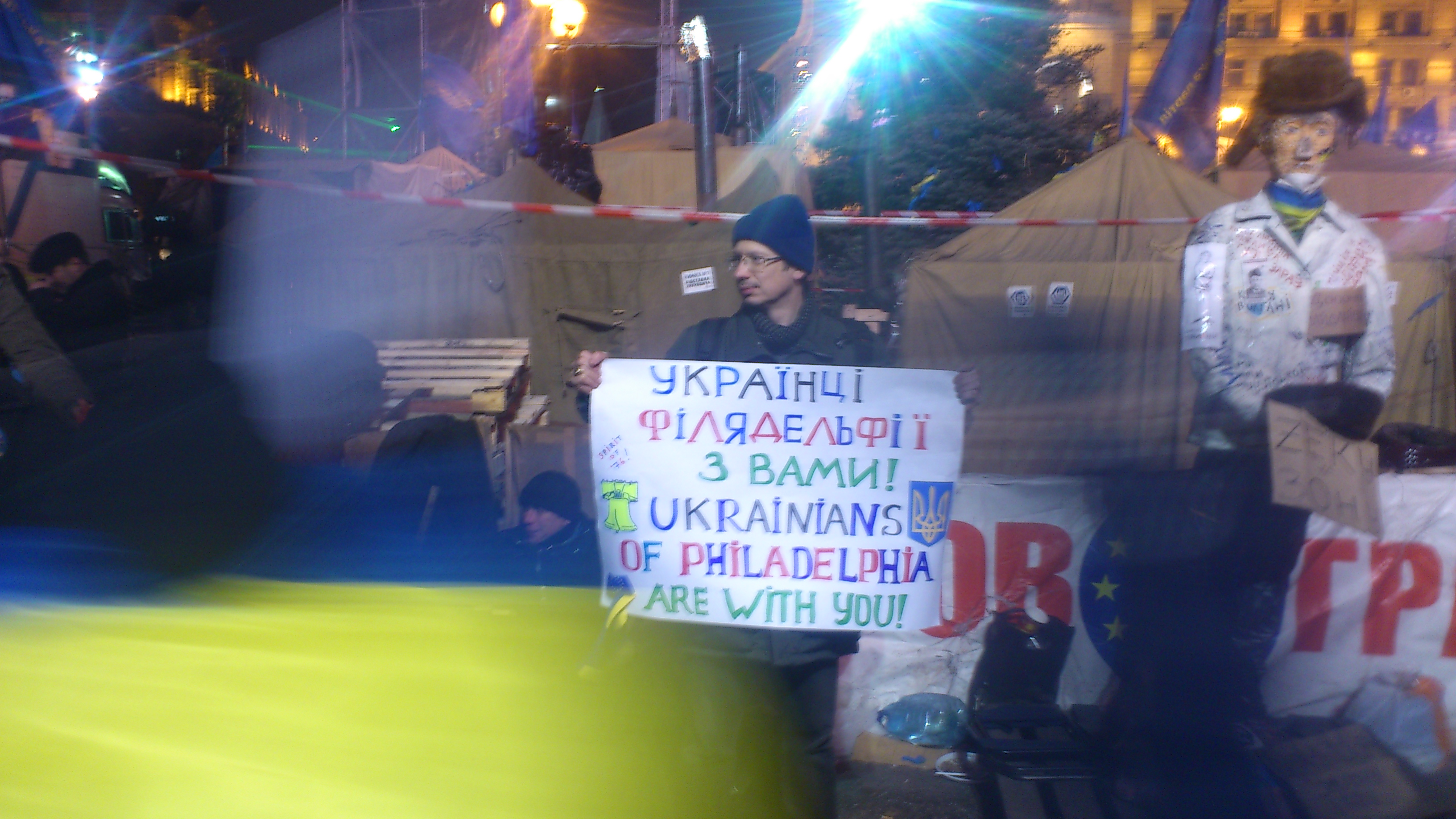
Українець Філадельфії на Євромайдані в Києві

Під час масових протестів українців після силового розгону Євромайдану в Києві українці Філадельфії підтримали європейські прагнення українського народу. Вони вийшли на Євромайдан у Філадельфії, Українська федерація Америки з Філадельфії відзняла відео про події на Євромайдані у Києві «Разом ми це переживемо», та підтримували своєю присутністю на Євромайдані в Києві.

## Відомі люди
- Грудин Володимир Володимирович — український композитор, піаніст. Помер тут.
- Ґардецький Олексій — десятник дивізії «Галичина», науковець, професор, ветеранський і громадський діяч у діаспорі.
- Квіт Зіновій — голова Всесвітньої спілки вчителів-українців.
- Ліщинський Михайло — поручник дивізії «Галичина», командир 3-ї роти 1-го батальйону 29-го полку дивізії.
- Матла Зиновій Антонович (26 листопада 1910, с. Містки, тепер Пустомитівського району, Львівської області — 23 вересня 1993, Філадельфія) — діяч ОУН.
- Романенчук Богдан — український вчений-літературознавець, вчений-мовознавець, видавець.
- Маєр Фельдман — політичний помічник в адміністраціях президентів Кеннеді і Джонсона.
- Яцура Теодор — визначний діяч УВО та ОУН, керівник хімічної лабораторії УВО, учасник Летючої бригади УВО.